# Dániel Magay
Dániel Magay né le 6 avril 1932 à Szeged, est un escrimeur et maître d'armes hongrois. Il a gagné une médaille d'or par équipe (sabre) aux Jeux olympiques de Melbourne en 1956.

## Palmarès
- Jeux olympiques:
  -  médaille d'or par équipe aux Jeux olympiques de Melbourne en 1956[1]